# Queering the Map
Queering the Map és una plataforma en línia col·laborativa i de contracartografia basada en la comunitat en la qual els usuaris envien les seves experiències queer personals a ubicacions específiques en un mapa col·lectiu únic. Des dels seus inicis, els usuaris han contribuït a la plataforma amb més de 500.000 publicacions en 23 idiomes.

## Història
El 2017, l'artista i dissenyador canadenc Lucas LaRochelle va començar a treballar en Queering the Map per a un projecte de classe a la Universitat Concordia de Mont-real. El projecte es va posar en marxa el maig del mateix any. LaRochelle ha citat l'impacte durador dels records personals en les seves percepcions cap als llocs i les idees de Sara Ahmed sobre el queerness com una orientació cap a l'espai com a influències darrere del projecte. Per a LaRochelle, un espai queer pot ser una experiència relacional creada per o compartida entre persones queer. LaRochelle ha afirmat que la seva intenció principal per iniciar el projecte era arxivar aquests espais, que transcendeixen la noció tradicional d'espais queer com a llocs fixos (com empreses o barris) que són recuperats per comunitats clarament definides.
El febrer de 2018, el DJ de Montreal Frankie Teardrop va compartir Queering the Map a Facebook, augmentant molt la seva visibilitat. Durant aquest mes, el nombre de localitzacions al mapa va augmentar de 600 a 6.500 en un període de tres dies. El mateix mes, un ciberatac que va generar localitzacions amb comentaris en suport del president dels Estats Units, Donald Trump, va obligar LaRochelle a eliminar el lloc i demanar ajuda sobre com recuperar la URL. Durant els dos mesos següents, 8 voluntaris van desenvolupar una versió més segura del lloc a GitHub i el projecte es va qualificar per al servei gratuït de ciberseguretat Project Galileo de Cloudflare. En particular, es va desenvolupar un sistema de moderació per a la plataforma mitjançant aquest procés. L'abril de 2018, Queering the Map es va rellançar.
El 2019, LaRochelle va començar a desenvolupar QT.bot, una xarxa neuronal artificial entrenada per generar històries queer hipotètiques mitjançant les dades enviades a Queering the Map.

## Recepció
Queering the Map ha rebut cobertura de premsa a través de mitjans de comunicació amb seu a Austràlia, Brasil, Canadà, República Txeca, França, Espanya, Suïssa, el Regne Unit i els EUA, inclosos Autostraddle, CBC Arts, CityNews, Condé Nast Traveler, Fugues, Numerama, Paper, rabble.ca, The McGill Daily, The Skinny, VICE i VOGUE.
L'any 2023, un article de Reckon va informar que els palestins LGBTQ van recórrer a Queering the Map per compartir les seves històries durant la guerra entre Israel i Hamàs del 2023.

### Elogis
L'any 2018, Queering the Map va rebre una menció honorífica al Prix Ars Electronica i va ser inclòs per als Kantar Information is Beautiful Awards i el Lumen Prize for Digital Art.

## Context
Queering The Map s'està fent àmpliament conegut en el camp del disseny i forma part d'un "entorn queer" més gran en el disseny vist en el treball de dissenyadors i investigadors de disseny com Ece Canli, Emeline Brulé, Luiza Prado de O. Martins i Tiphaine Kazi. -Tani, que ha estat qualificada de “radical, caòtica i deconstructiva”.